# Bördelmaschine
Eine Bördelmaschine stellt 90-Grad-Borde her, wie sie an Bogensegmenten von Blechen für Lüftungskanäle benötigt werden. Einen derart hochgestellten Bord (siehe Bördeln) nennt man Stehfalz. Zusammen mit dem Pittsburghfalz entsteht die in der Lüftungskanalherstellung gebräuchliche Pittsburghfalz-Verbindung.
Nockenaufsatz: In einem weiteren Durchlauf kann der hochgestellte Bord mit Hilfe einer Zusatzvorrichtung stellenweise eingeschnitten und ausgeprägt werden. Dabei entsteht der Nockenstehfalz, der zusammen mit dem Schnappfalz die ebenfalls sehr gebräuchliche Schnappfalz-Verbindung ergibt.

## Rohr-Bördelmaschine
Eine Bördelmaschine benötigt man auch im Bereich der Rohrbearbeitung z. B. für die Herstellung von Kraftfahrzeugleitungen.
Eine hydraulische Bördelmaschine bringt mittels einem Bördelwerkzeugs und einer Klemmvorrichtung, die das Rohr festhält, einen Bördel (z. B. Typ DIN-Bördel F, SAE-Bördel F, SAE Bördel E) auf die Stirnfläche des Rohres auf.
Auf dem Rohr wird nun ein Gewindestück bis zum Bördel aufgeschoben. Das Gewindestück dient dann als Verbindung zum Gegenstück (z. B. Bremsschlauch, Bremszylinder) .

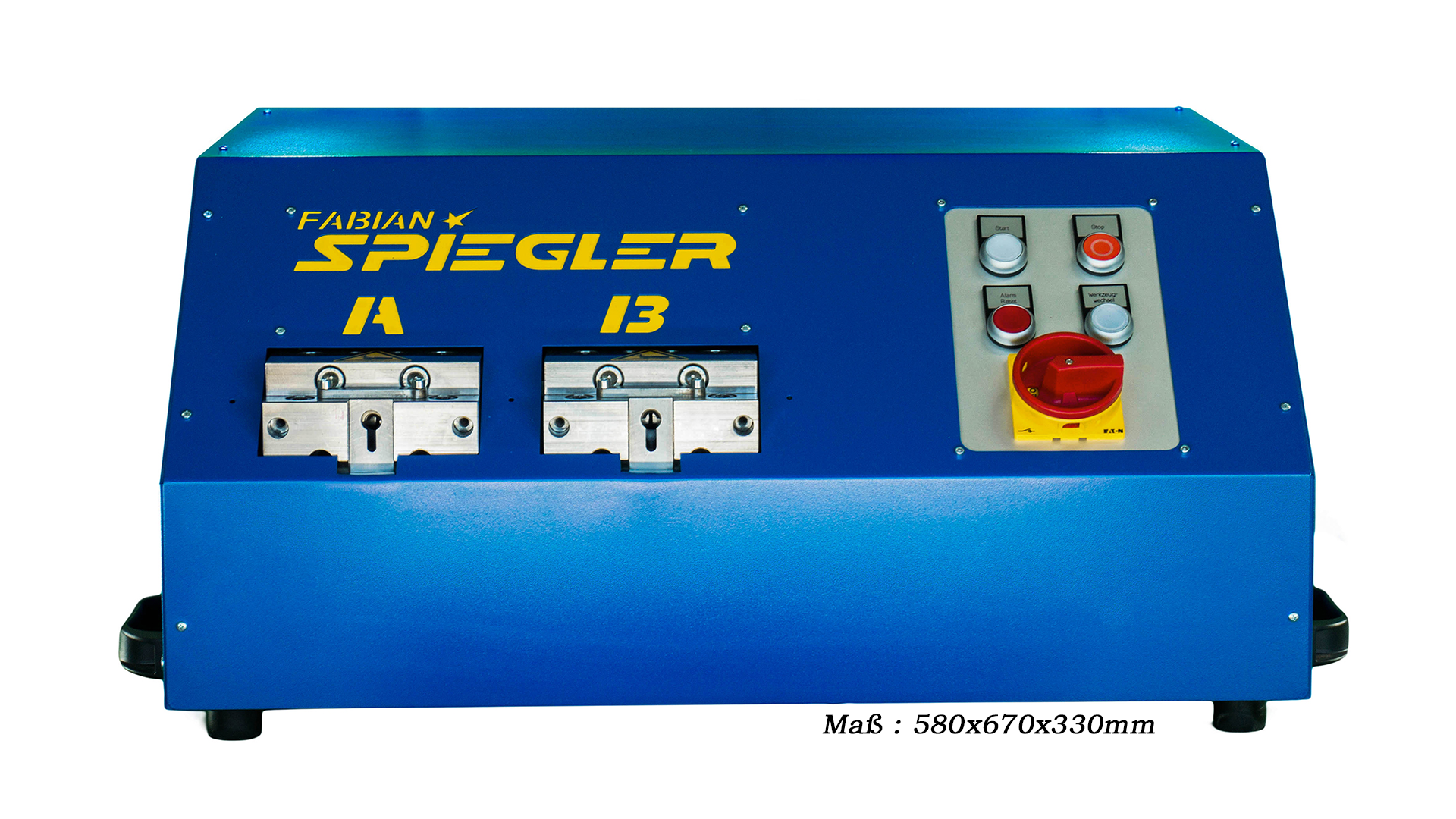
Rohr-Bördelmaschine

Durch die Verschraubung presst sich der Bördel am Gegenstück an und bildet durch die Dichtfläche eine Abdichtung.